# Микропроцесори на „Интел“
Микропроцесорите на Intel са микропроцесори, произведени от северноамериканската компания Intel със средствата на планарната технология.

## Исторически преглед
Развитието на микропроцесорите (МП) на Intel е следното:
I8086 – 16 разряден МП, програмно достъпните вътрешни регистри са със специално предназначение. Реализирана е сегментация на паметта. Максималният размер на сегмент е 64 KВ. МАХ адресируема памет е 1 МВ. I8086 се реализира в реален режим.
I286 – въведен е защитен режим на работа, предоставящ средства за поддържане на многозадачни операционни системи. Те включват 4 привилегировани нива на изпълнение на задачите, права за достъп до сегментите, апаратно превключване на задачи, виртуална памет. Механизмите за защита на програми и данни и виртуализация на паметта се реализират на базата на съответните атрибути в сегментите, задавани чрез дескриптори, които се сърханяват в дескрипторни таблици. Достъпът до даден дескриптор става чрез сегментните регистри, чието съдържание се интерпретира като селектор в дескрипторните таблици.
I386 – включен е виртуален режим, който позволява да се увеличи производителността при изпълнение на програми написани за I8086 и I286. Вътрешните регистри – 32 разредни, с общо предназначение. Въведено е странициране (1 страница е 4K). Системата инструкции е разширена с 32 разредни операнди и адресни компоненти и с нови операции.
I486 –в кристала на МП са реализирани концепциите за паралелна обработка. Паралелно с петстепенния конвейер на инструкциите работят – устройство за управление на интерфейса, устройство за управление на паметта (MMU), устройство за плаваща запетая (FPU). Има включена в кристала 8K кеш памет (L1 кеш). Реализирано е пакетно предаване по външната шина.
Pentium е първият частично суперскаларен процесор, изпълняващ по 2 инструкции на такт върху 2 паралелни конвейера (U и V). Възможност за динамично предсказване на преходите и разделена кеш памет за инструкции и за данни. Средства за работа в мултипроцесорна конфигурация – протокол за поддържане консистентността на вътрешните кеш памети (MESI) и интелигентен програмируем контролер на прекъсванията (APIC).
Pentium Pro – повишена е степента на суперскаларност, като МАХ изпълняват 3 инструкции на такт. Реализирано е RISC ядро. Нормалните CISC инструкции се декодират от триоперандни RISC микроинструкции (mops) с регистрова адресация. Едновременно могат да се стартират до 5 mops върху 5 паралелно работещи изпълнителни устройства – 2 за целочислени операнди, 2 за плаваща запетая и устройства за запис и четене от паметта. 256K кеш памет от второ ниво (L2 кеш). Предаванията по външната шина са организирани с разделно управление на адресна и шина за данни.
Pentium II и Pentium III – същата микроархитектура като в Pentium Pro, разширена с възможност за реализация на нови инструкции за мултимедийни приложения (MMX технология). Въведени са режими с намалена консумация на енергия. Pentium II позволява работа в двупроцесорна конфигурация, а Pentium III – в четрипроцесорна.

### Последни модели
Core i5 с ядро Lynnfield (45 нм): 4 ядра (4 потока), L2 кеш 256 КБ/ядро, L3 кеш 8 MБ; дву-канален DDR3 (1333 MHz); сокет LGA 1156.
Core i5 с ядро Clarkdale (32 нм): 2 ядра (4 потока), L2 кеш 256 КБ/ядро, L3 кеш 4 MБ; двуканален DDR3 (1333 MHz); сокет LGA 1156.
| Модел Core i5 | Ядро      | Тактова честота (и с Turbo Boost), GHz | Цена     | Отделяна мощност, W | Честота на видеоядрото, MHz | Дата на пускане |
| ------------- | --------- | -------------------------------------- | -------- | ------------------- | --------------------------- | --------------- |
| 750           | Lynnfield | 2,66 (3,2)                             | 196 щ.д. | 95                  | отсъства                    | септември 2009  |
| 670           | Clarkdale | 3,46 (3,73)                            | 284 щ.д. | 73                  | 733                         | януари 2010     |
| 661           | Clarkdale | 3,33 (3,6)                             | 196 щ.д. | 87                  | 900                         | януари 2010     |
| 660           | Clarkdale | 3,33 (3,6)                             | 196 щ.д. | 73                  | 733                         | януари 2010     |
| 650           | Clarkdale | 3,2 (3,46)                             | 176 щ.д. | 73                  | 733                         | януари 2010     |